# Daniel Koprivcic
Daniel Koprivcic (3 de agosto de 1981 en Osijek) es un exfutbolista croata que posee la nacionalidad neozelandesa y jugaba como delantero. Durante su carrera obtuvo seis títulos a nivel local y siete internacionales.

## Carrera
Debutó en 2005 en el Central United, donde jugó solamente una temporada. Al año siguiente fue fichado por el Waitakere United, consiguiendo con este dos títulos en el NZFC y la O-League. En 2009 fue transferido al Auckland City, con el que ganó dos veces la ASB Premiership, en dos ocasiones la Charity Cup y en cinco oportunidades la Liga de Campeones de la OFC. Decidió retirarse en 2014.

### Clubes
| Club                        | País          | Año         |
| --------------------------- | ------------- | ----------- |
| Central United              | Nueva Zelanda | 2005 - 2006 |
| Waitakere United            | Nueva Zelanda | 2006 - 2009 |
| Auckland City Football Club | Nueva Zelanda | 2009 - 2014 |

## Palmarés
| Título               | Club             | País          | Año     |
| -------------------- | ---------------- | ------------- | ------- |
| Copa Chatham         | Central United   | Nueva Zelanda | 2005    |
| Liga de Campeones    | Waitakere United | Nueva Zelanda | 2007    |
| Liga de Campeones    | Waitakere United | Nueva Zelanda | 2007/08 |
| Campeonato de Fútbol | Waitakere United | Nueva Zelanda | 2008/08 |
| Campeonato de Fútbol | Auckland City    | Nueva Zelanda | 2008/09 |
| Liga de Campeones    | Auckland City    | Nueva Zelanda | 2008/09 |
| Liga de Campeones    | Auckland City    | Nueva Zelanda | 2010/11 |
| Charity Cup          | Auckland City    | Nueva Zelanda | 2011    |
| Liga de Campeones    | Auckland City    | Nueva Zelanda | 2011/12 |
| Liga de Campeones    | Auckland City    | Nueva Zelanda | 2013    |
| Charity Cup          | Auckland City    | Nueva Zelanda | 2013    |
| ASB Premiership      | Auckland City    | Nueva Zelanda | 2013/14 |
| Liga de Campeones    | Auckland City    | Nueva Zelanda | 2014    |